# Mobile Suit Gundam : Char contre-attaque
Mobile Suit Gundam : Char contre-attaque (機動戦士ガンダム 逆襲のシャア, Kidō Senshi Gandamu: Gyakushū no Shā, Mobile Suit Gundam: Char’s counterattack en anglais) est un film d’animation japonais sorti le 12 mars 1988 qui se déroule dans l’univers de Gundam – précisément l’année 0093 du calendrier universel. Il est tiré de la nouvelle éponyme de Yoshiyuki Tomino et c’est le tout premier film de la franchise consacré au cinéma.
Le film apporte une conclusion finale à la longue saga originale qui recoupe dans l’ordre : Mobile Suit Gundam, Mobile Suit Zeta Gundam et Mobile Suit Gundam ZZ ; il met en effet fin à quatorze ans de batailles entre Char Aznable et Amuro Ray et au conflit entre la Fédération terrienne et Zeon.
Le film est distribué en francophonie par Beez.

## Synopsis
Le film se déroule en l’an U.C. 0093, soit cinq ans après Mobile Suit Gundam ZZ et les événements de Neo Zeon. Depuis, l’AEUG a été dissoute et remplacée par Londo Bell. On y retrouve d’ailleurs plusieurs vétérans des séries précédentes comme Bright Noa (le commandant) ou Amuro Ray. De son côté, Char Aznable, l’ancien rival d’Amuro, manœuvre dans l’ombre et, au début de l’histoire, recrée Neo Zeon sur la colonie spatiale Side 3. Son but est cette fois de détruire la Terre afin de forcer l’humanité à coloniser l’espace ; il pense en effet que c’est le seul moyen pour faire évoluer les hommes en « newtype ». Les hostilités ne tardent pas à débuter avec la Fédération et celle-ci est forcée de faire appel à Londo Bell. Mais le conflit tourne très vite à l’avantage de Char et le gouvernement négocie alors en secret la reddition de Neo Zeon en échange de l’astéroïde Axis.
Cela sert pourtant parfaitement les plans de Char, ce dernier projetant de faire entrer l’astéroïde en collision avec la Terre afin de la rendre inhabitable. Une grande bataille s’engage alors que l’avenir de la planète repose sur les épaules de Londo Bell et d’Amuro, l’éternel rival de Char. D’autant plus que ces deux personnages ont un compte à régler depuis la mort de Lalah Sune.

## Personnages
Sauf mention contraire, les sources de cette section sont,:

### Fédération terrienne
Amuro Ray (アムロ・レイ, Amuro Rei)
Amuro apparaît pour la première fois dans Mobile Suit Gundam où se développent son art du pilotage et ses talents de newtypes. Dans le film, on le retrouve au sein de Londo Bell comme principal protagoniste de l’histoire.
Bright Noa (ブライト・ノア, Buraito Noa)
Bright Noa est un personnage de la série Mobile Suit Gundam, qui apparaît aussi dans Zeta Gundam et Gundam ZZ avant le film. Ici, il est le commandant de Londo Bell, une unité spéciale de la Fédération terrienne créée après la chute des Titans. De nouveau avec Amuro Ray sous ses ordres, il va tenter de contrecarrer les plans de Char Aznable. Durant le film, il va être rejoint par son fils Hathaway Noa mais n’arrivera pas à s’entendre avec lui.
Chan Agi (チェーン・アギ)
Chan Agi est une jeune fille membre de Londo Bell, qui officie en tant qu’ingénieur technique sur le Gundam d’Amuro Ray. Elle tombe d’ailleurs rapidement sous le charme de ce dernier, provoquant la jalousie de Quess Paraya et la trahison de cette dernière. Néanmoins, la mort de Kayra Su lors d’un accrochage avec Néo Zeon la perturbe beaucoup, mais la rapproche aussi d’Amuro. Lors de la bataille finale d’Axis, inquiète sur le sort de ce dernier, elle part à sa recherche avec Hathaway Noa. Ils croisent alors Quess Paraya, devenue instable, et Chan la tue presque accidentellement dans le combat qui s’ensuit. Cet événement rend Hathaway fou de rage ; ce dernier se retourne alors contre sa partenaire et lui ôte à son tour la vie.
Hathaway Noa (ハサウェイ・ノア)
Hathaway Noa est un adolescent officieusement membre de Londo Bell qui apparaît pour la première fois dans Mobile Suit Zeta Gundam (de manière très succincte). Au début du film, il rencontre Quess Paraya dans une navette et est fasciné par la jeune fille. Cependant, ils se retrouvent pris dans une bataille entre Néo Zeon et la Fédération, et Hathaway doit être secouru par son Père Bright Noa. Celui-ci l’intégrera alors dans Londo Bell pour l’assister. Toutefois, il s’opposera vite à son père quant à Quess et, lors de la bataille finale près Axis, il part avec la ferme intention de la tirer des griffes de Char. Hélas, cette dernière a déjà perdu toute conscience et, dans la bataille qui s’ensuit, elle meurt d’un tir de Chan Agi. Fou de rage, Hathaway attaque alors sa partenaire, la tuant à son tour.
On peut noter que la nouvelle Beltorchika’s Children présente une version différente dans laquelle Hathaway tue Quess par accident, ce qui le pousse à fonder un groupe terroriste contre la Fédération.
Kayra Su (ケーラ・スゥ)
Kayra Su est le second d’Amuro Ray au sein de l’escouade des Mobile Suit de Londo Bell (elle récupère d’ailleurs le vieux Gundam Re-GZ de ce dernier), affichant le grade de lieutenant. Bien que courageuse et volontaire, elle manque d’expérience au combat et ne pourra rivaliser avec les soldats de Neo Zeon. Elle est aussi amoureuse d’Astonaige Medoz.
Astonaige Medoz (アストナージ・メドッソ)
Astonaige Medoz apparaît pour la première fois dans Mobile Suit Zeta Gundam. Il est ici toujours sous les ordres de Bright Noa en tant que mécanicien du vaisseau de Londo Bell, la Ra Cailum. Bien qu’ayant un rôle très secondaire, on sait cependant qu’il est amoureux du pilote Kayra Su.
Adenauer Paraya (アデナウアー・パラヤ)
Il est le père de Quess et un politicien sans scrupule de la Fédération. C’est lui qui est chargé de négocier avec Char Aznable le désarmement de Neo Zeon en échange de l’astéroïde Axis, mais il se fera totalement berner par ce dernier.

### Neo Zeon
Char Aznable (シャア・アズナブル, Shā Azunaburu)
Char Aznable apparaît pour la première fois dans Mobile Suit Gundam. Il est dans le film l’adversaire de Londo Bell et a pour but de forcer l’humanité à émigrer dans l’espace en détruisant la Terre. La genèse de son engagement pour l’évolution des hommes est décrite dans Mobile Suit Zeta Gundam.
Quess Paraya (クェス・パラヤ)
Quess Paraya est la fille égocentrique et capricieuse d’un haut dignitaire de la Fédération. Elle est fascinée par le concept de newtype et, lorsqu’elle arrive sur le vaisseau de Londo Bell, elle s’amourachera d’Amuro Ray, réputé un des meilleurs pilotes du monde. Du coup, sa relation avec Chan Agi, la petite amie de ce dernier, se tend très vite et lorsqu’Amuro la repousse, elle quitte Londo Bell pour rejoindre Char Aznable et les rangs de Neo Zeon. En effet, elle se montre sensible à ses ambitions d’évolution de l’humanité et Char la manipule avec brio dans ce sens. Sous les ordres de ce dernier, ses capacités de newtype grandissent de manière spectaculaire, mais plusieurs facteurs – le fait qu’elle tue son père sans le savoir par exemple – couplés à son immaturité font qu’elle perd rapidement le contrôle d’elle-même et de ses pouvoirs. Durant la bataille finale, sa conscience s’évanouit peu à peu et elle est finalement tuée par erreur par Chan Agi. Fou de rage, Hathaway Noa, qui l’aimait depuis le début du film, la vengera sur le champ.
On peut néanmoins noter que la série Gundam Evolve présente une fin alternative dans laquelle elle survit, saine d’esprit, à cette bataille.
Nanai Miguel (ナナイ・ミゲル)
Nanai Miguel est un haut dignitaire de Neo Zeon et l’amante de Char ; ce dernier lui révèle d’ailleurs tous ses plans au fur et à mesure du film. Cependant, Nanai découvre que les sentiments de Char ne sont peut-être que feints et elle est en outre jalouse de son intérêt pour Quess. À la fin du film, elle ressent que l’état de Char est critique et se précipite sur le champ de bataille à sa recherche. Son sort n’est toutefois pas révélé à la fin du film.
Gyunei Guss (ギュネイ・ガス)
Gyunei Guss est un newtype artificiel de Neo Zeon rattaché à la garde personnelle de Char. Il est à la base un peu idéaliste et se bat pour protéger ceux qu’il aime, mais le fait qu’il ne soit pas un newtype pur lui attire un certain dédain de la part de ses coéquipiers ; il est d’ailleurs rapidement battu lors d’une confrontation contre Amuro au début. Par la suite, ses pouvoirs deviennent instables et, couplé avec son intérêt pour Quess qui n’a d’yeux que pour Char, tout cela le mène à ne plus suivre les ordres de son supérieur, rêvant même de le dépasser. Cependant lors de l’ultime bataille, il engage Amuro pour la seconde fois avec Quess mais perd de nouveau, tué d’un tir direct.
Rezin Schnyder (レズン・シュナイダー)
Rezin Schnyder est une femme qui figure parmi les meilleurs pilotes de Neo Zeon. Cependant, elle déteste littéralement tous les newtypes et provoquera souvent Quess ou Gyunei. Elle meurt en mission lors d’une opération de diversion.

## Production et commentaire
Char contre-attaque est en fait l’adaptation par Yoshiyuki Tomino de sa nouvelle intitulée Hi-Streamer. Ce dernier avait prévu à l’origine de faire réapparaître le personnage de Char dans la série Mobile Suit Gundam ZZ, mais il changea d’avis lorsqu’il obtint le feu vert pour réaliser son long métrage Mobile Suit Gundam : Char contre-attaque. Il s’agit d’ailleurs du tout premier film original de la franchise (les trois films de Mobile Suit Gundam n’étant que des récapitulatifs de la série originale). Aux côtés de Tomino, plusieurs futurs grands réalisateurs travaillent à la conception de l’œuvre, comme Yutaka Izubuchi (RahXephon), Hideaki Anno (Neon Genesis Evangelion) et Koichi Ohata (Burst Angel). Le film bénéficie d’ailleurs d’un budget confortable, l’imagerie numérique ayant par exemple été utilisée pour la première fois dans une production de la franchise Gundam, toutefois sur une seule scène.
Le film, en voulant apporter un point final aux premières séries, repose beaucoup sur les relations entre les personnages, et plus particulièrement sur la rivalité entre Amuro et Char. Le mélange entre vétérans et nouveaux personnages permet d’éviter tout manichéisme en posant la question de la frontière ténue entre le bien et le mal, ; c’est surtout vrai pour le personnage de Char, que l’on a vu très « humain » dans Mobile Suit Zeta Gundam (il figurait d’ailleurs du côté des héros).
Finalement, le film sort le 12 mars 1988, remportant un fort succès au Japon. Il est distribué en France par Beez depuis le 16 septembre 2005 en version sous-titrée.

## Autres médias
Outre la nouvelle d’où est tiré le film, une autre intitulée Beltorchika’s Children met en scène les mêmes événements avec quelques différences. Un jeu vidéo a aussi été tiré du film sur PlayStation le 17 décembre 1998 par Bandai. Il n’est cependant jamais sorti dans les pays francophones.

## Fiche technique
- Type : Anime
- Origine :  Japon
- Sortie : 12 mars 1988
- Durée : 124 minutes

### Équipe de réalisation
- Œuvre originale : Hajime Yatate, Yoshiyuki Tomino
- Réalisation : Yoshiyuki Tomino
- Scénario et storyboard : Yoshiyuki Tomino
- Musique : Shigeaki Saegusa
- Character design : Hiroyuki Kitazume
- Conception des mecha : Hideaki Anno, Koichi Ohata, Yoshinori Sayama, Yutaka Izubuchi
- Direction artistique : Shigemi Ikeda
- Direction de la photographie : Atsushi Okui et Itta Kobayashi
- Production : Kenji Uchida
- Studio : Sunrise

Sources,:

### Doublage
|                 | Voix japonaise     |
| --------------- | ------------------ |
| Char Aznable    | Shuuichi Ikeda     |
| Amuro Ray       | Tōru Furuya        |
| Astonaige Medoz | Shingo Hiromori    |
| Bright Noah     | Hirotaka Suzuoki   |
| Chan Agi        | Mitsuki Yayoi      |
| Cheimin Noah    | Mayumi Shou        |
| Gyunei Guss     | Kouichi Yamadera   |
| Hathaway Noah   | Nozomu Sasaki      |
| Kayra Su        | Shinobu Adachi     |
| Mirai Yashima   | Fuyumi Shiraishi   |
| Nanai Miguel    | Yoshiko Sakakibara |
| Quess Paraya    | Maria Kawamura     |
| Rezin Schnyder  | Kazue Ikura        |

Sources,:

### Musiques
- Générique de fin : Beyond the Time ~Beyond the Möbius Universe~ (BEYOND THE TIME ～メビウスの宇宙を越えて～, ～Mebiusu no Sora wo Koete～?) enregistré par TM NETWORK[13]